# Българско училище „Васил Левски“ (Саарбрюкен)
Българското училище „Васил Левски“ (на немски: Bulgarische Schule „Wassil Lewski“) е училище на българската общност в град Саарбрюкен, провинция Саарланд, Германия. То има филиали в Кайзерслаутерн и Хомбург. Създадено е през 2011 г. В училището се преподава български език и литература, както история и география на България. Обучават се деца от предучилищна възраст (при навършени 4 години) до 12-и клас. Към 2024 г. директор на училището е Евелина Аврамова.
Училището е и изпитен център на Департамента за езиково обучение при Софийския университет „Свети Климент Охридски“, даващо възможност на всички желаещи да се явят на изпит, за да сертифицират знанията си по български език по Европейската езикова рамка.

## История
Училището е създадено по проект на Евелина Аврамова през 2011 г., която от началото на учебната 2012/2013 г. е и негов ръководител. До 2016 г. то функционира само в град Саарбрюкен, провинция Саарланд. През учебната 2016/2017 г. се открива филиал в Кайзерслаутерн, провинция Рейнланд-Пфалц, а през учебната учебната 2023/2024 г. се открива филиал в Хомбург. Българското училище е изградено като част на дружеството „Приятели на България“, което е регистрирано в Регистъра на дружествата в провинция Саарланд под номер 705 през 1991 г.